# Blaise Metreweli
Blaise Florence Metreweli (Brent, 30 luglio 1977) è un'agente segreto e dirigente pubblica britannica, dal 16 giugno 2025 capo del Secret Intelligence Service (MI6). Entrerà in carica il successivo 1 ottobre; è la prima donna a ricoprire questo incarico.

## Biografia
Il cognome di Blaise Metreweli è la traslitterazione tedesca del cognome georgiano მეტრეველი (Met'reveli). Suo nonno paterno, Constantine Dobrowolski, era un collaborazionista e spia ucraina, potenziale criminale di guerra noto come "il Macellaio", che disertò dall'Armata Rossa e divenne il "capo informatore" dei nazisti a Černihiv. Non si sono mai incontrati. Suo padre, Constantine Metreweli, nato Constantine Dobrowolski in Ucraina durante la seconda guerra mondiale, è medico e radiologo e per qualche tempo è stato titolare della cattedra di radiologia diagnostica presso l'Università cinese di Hong Kong. Si è anche addestrato nell'esercito britannico e ha svolto un internato in medicina a Riyadh dal 1982 al 1985. Il cognome, che Constantine Metreweli ha preso dal patrigno, è di origine georgiana.
Blaise Metreweli ha studiato antropologia al Pembroke College di Cambridge e nel 1997 ha fatto parte dell'equipaggio che ha vinto la regata Women's Boat Race.
È entrata a far parte dell'MI6 nel 1999 e ha lavorato ininterrottamente come agente dell'intelligence, anche a livello dirigenziale nell'MI5. Nel giugno 2025 è stata nominata direttore per la Tecnologia e l'Innovazione dell'MI6, carica nota come "Q".
Sempre a giugno 2025 è stata pubblicata la notizia della sua prossima nomina a direttrice del Secret Intelligence Service (MI6), succedendo a Richard Moore a partire dal 1º ottobre 2025. Sarà la prima donna a ricoprire tale carica.